# Carlo Allioni
Carlo Allioni (Turim, 23 de setembro de 1728 – Turim, 30 de julho de 1804) foi um médico, naturalista e botânico italiano.

## Biografia
Ensinou Botânica na Universidade de Berlim e dirigiu o Jardim Botânico de Turim.
Em 1766. editou a obra Manipulus Insectorum Tauriniensium. Como botânico de renome na Europa  publicou numerosas obras Botânica, particularmente sobre a flora da Itália.
A obra principal de Carlo Allioni é Flora Pedemontana, sive enumeratio methodica stirpium indigenarum Pedemontii, 1789, um registo das plantas de Piemonte, na qual foram listadas 2813 espécies de plantas, cerca de 237 até então desconhecidas. Esta obra tem pranchas de desenhos em preto e branco das espécies e apresenta, precocemente no seu tempo, a nomenclatura lineana.
Carlo Allioni tornou-se membro da Royal Society  em 6 de abril de  1758.
Em honra de Carlo Allioni nomeou-se o género Allionia (da ordem Caryophyllales, da família Nyctaginaceae, que tem 290 espécies repartidas em 33 géneros ), e dentro desta família o conhecido gênero Bougainvillea.
Também foram nomeadas em sua honra as espécies:

- Arabis allionii DC.
- Jovibarba allioni (Jord. & Fourr.) D.A.Webb.
- Primula allioni Loisel.
- Veronica allionii Vill.

## Obras
- Rariorum Piemontii Stirpium Specimen primum Turim (1755).
- Manipulus Insectorum Tauriniensium Turim (1766).
- Auctarium ad Floram Pedemontanam  Turim (1785).
- Flora Pedemontana, sive enumeratio methodica stirpium indigenarum Pedemontii Turim (1789).